# GnuCash
GnuCash é um software de gestão de finanças, para uso pessoal ou de empresas. É um software multiplataforma, podendo ser instalado em ambiente Windows, GNU/Linux e Macintosh, assim como em múltiplas línguas.
O GnuCash é suficientemente versátil para manter o controle das suas informações financeiras, das mais simples às mais complexas. É um dos poucos softwares que trabalham com as principais moedas e o único programa de código aberto do tipo.
O software implementa o método da dupla entrada ou método das partidas dobradas nas transações.
Sua tradução para o português ainda não está completa. Algumas ferramentas ainda estão em inglês, mas como o software é intuitivo, isto não chega a atrapalhar.
O GnuCash pode manter o controle de suas finanças pessoais de maneira tão detalhada quanto você quiser. Se você está apenas começando, use-o para controlar sua conta corrente no banco. Você pode incluir, posteriormente, suas compras no cartão de crédito para melhor determinar onde seu dinheiro está sendo gasto. Quando começar a investir, você usa o GnuCash para ajudar e monitorar sua carteira. O GnuCash ajudará a planejar seu investimento e controlar o pagamentos dos empréstimos. Se seus investimentos atingirem um nível global, GnuCash trabalha com conversão de múltiplas moedas.
GnuCash não só controla sua finança pessoal como tem plena capacidade para controlar as finanças de sua empresa. Existem muitas ferramentas voltadas às empresas no GnuCash, desde contas a pagar e a receber integradas, até um controle de folha de pagamento.
A partir da versão 2.4.4 o GnuCash pode trabalhar com arquivos locais em formato nativo XML e SQLite3. Também é possível usar os SGBDs MySQL e PostgreSQL como backend de dados, o que proporciona trabalho colaborativo e remoto.

## Utilizadores

### Organizações sem fins lucrativos
Os usuários do sistema de mailing GnuCash responderam que o utilizavam para efeitos da contabilidade Section 501 (c) que regulamenta as organizações sem fins lucrativos nos Estados Unidos.  Mesmo assim, os relatórios necessitavam de ser exportados e editados.

### Na educação
A maior parte do software sobre contabilidade oculta os mecanismos internos, acreditando que estão facilitar o uso do software dos usuários finais. Noutra perspectiva, o GnuCash faz a contabilidade e lançamento de transações de uma maneira transparente. Isso facilita aos alunos poderem aprender os básicos do lançamento duplo para equilibrar o balancete. Por esta razão o GnuCash obteve bons artigos de opinião que afirmam ser "bom em software educacional".

## Relatórios
O GnuCash facilita a geração de relatórios:
- A pagar amadurecendo;
- A receber amadurecendo;
- Balancete;
- Fluxo de caixa;
- Folha de balanço;
- Livro Diário
- Livro razão;
- Lucros & Perdas;
- Sumário de conta;

Entre as opções estão os gráficos circulares e de barras.

## Importação de dados
O GnuCash importa arquivos gerados por bancos online e outros softwares nos formatos QIF, OFX e HBCI.